# Erwarton
Erwarton – wieś w Anglii, w hrabstwie Suffolk, w dystrykcie Babergh, w civil parish Arwarton. Leży 12 km na południowy wschód od miasta Ipswich i 107 km na północny wschód od Londynu. Miejscowość liczy 110 mieszkańców.